# Challenger de Sevilla 2016

El torneo Copa Sevilla 2016 es un torneo profesional de tenis. Pertenece al ATP Challenger Series 2016. Se disputó su 19.ª edición sobre superficie tierra batida, en Sevilla, España entre el 5 y el 11 de septiembre de 2016.

## Jugadores participantes del cuadro de individuales
| Favorito | País                  | Jugador               | Rank1 | Posición en el torneo |
| -------- | --------------------- | --------------------- | ----- | --------------------- |
| 1        | Bandera de España     | Íñigo Cervantes       | 75    |                       |
| 2        | Bandera de Austria    | Gerald Melzer         | 88    |                       |
| 3        | Bandera de Japón      | Taro Daniel           | 101   |                       |
| 4        | Bandera de España     | Daniel Gimeno-Traver  | 118   |                       |
| 5        | Bandera de Eslovaquia | Andrej Martin         | 124   |                       |
| 6        | Bandera de Bélgica    | Arthur De Greef       | 138   |                       |
| 7        | Bandera de España     | Rubén Ramírez Hidalgo | 148   |                       |
| 8        | Bandera de España     | Enrique López-Pérez   | 177   |                       |

- 1 Se ha tomado en cuenta el ranking del 29 de agosto de 2016.

### Otros participantes
Los siguientes jugadores recibieron una invitación (wild card), por lo tanto ingresan directamente al cuadro principal (WC):
- Pedro Martínez Portero
- Ricardo Ojeda Lara
- Carlos Taberner
- Pablo Andújar

Los siguientes jugadores ingresan al cuadro principal tras disputar el cuadro clasificatorio (Q):
- Pol Toledo Bagué
- Christopher O'Connell
- Bastian Malla
- Casper Ruud

## Campeones

### Individual Masculino
- derrotó en la final a  ,

### Dobles Masculino
- Íñigo Cervantes /  Oriol Roca Batalla derrotaron en la final a  Ariel Behar /  Enrique López-Pérez, 6–2, 6–5 ret.